# (3554) Amón
(3554) Amón es un asteroide perteneciente a los asteroides Atón descubierto por Eugene Merle Shoemaker y Carolyn Jean S. Shoemaker el 4 de marzo de 1986 desde el observatorio del Monte Palomar, Estados Unidos.

## Designación y nombre
Amón fue designado inicialmente como 1986 EB.
Posteriormente, en 1987, se nombró por Amón, un dios de la mitología egipcia.

## Características orbitales
Amón orbita a una distancia media de 0,9737 ua del Sol, pudiendo acercarse hasta 0,7006 ua y alejarse hasta 1,247 ua. Su excentricidad es 0,2804 y la inclinación orbital 23,36 grados. Emplea en completar una órbita alrededor del Sol 350,9 días.
Amón es un asteroide cercano a la Tierra.

## Características físicas
La magnitud absoluta de Amón es 15,82. Tiene un diámetro de 2,48 km y un periodo de rotación de 2,53 horas. Su albedo se estima en 0,1284.